# Рипалта (Фођа)
Рипалта (итал. Ripalta) је насеље у Италији у округу Фођа, региону Апулија.
Према процени из 2011. у насељу је живело 25 становника. Насеље се налази на надморској висини од 63 м.